# Microcarbo coronatus
Phalacrocorax coronatus là một loài chim trong họ Phalacrocoracidae., là loài đặc hữu của vùng biển Benguela lạnh hiện tại của miền nam châu Phi. Đây là một loài chỉ sinh sống ven biển và không được tìm thấy cách đất liền hơn 10 km (6 mi). Loài này có liên quan đến chim cốc sậy, và trước đây được coi là cùng một loài.